# رومن توروفسکی-ساوچوک
رومن توروفسکی-ساوچوک (انگلیسی: Roman Turovsky-Savchuk؛ زادهٔ ۱۶ مهٔ ۱۹۶۱) نقاش، آهنگساز، و تهیه‌کننده تلویزیونی اهل ایالات متحده آمریکا است.